# Leonore Capell
Leonore Capell (* 22. Juli 1970 in Grefrath) ist eine deutsche Schauspielerin.

## Beruflicher Werdegang
Capell absolvierte ihre Ausbildung im Tanz- und Musicalstudio Theater an der Wien.
Seitdem wirkte sie in Fernsehproduktionen wie dem Tatort, Unser Charly, Marienhof und in Hallo Robbie! mit. Außerdem war sie als Sprecherin für den ORF, sowie als Moderatorin beim NDR aktiv und war Teil von mehreren Werbeclips der Apotheken Umschau. 2021 hat sie eine Werbung für die Firma Kind Hörgeräte gemacht.

## Filmografie (Auswahl)

### Fernsehen
- 1995–2005: Marienhof (Fernsehserie)
- 2000: Tatort: Einmal täglich (Fernsehserie)
- 2001: Für alle Fälle Stefanie (Fernsehserie)
- 2002: Unser Charly (Fernsehserie, mehrere Episoden)
- 2004: SOKO 5113 (Fernsehserie, Folge Schatzräuber)
- 2004–2009: Hallo Robbie! (Fernsehserie)
- 2005: Inga Lindström – Im Sommerhaus
- 2005: Rosamunde Pilcher – Königin der Nacht
- 2005: SOKO Donau (Fernsehserie, Folge Notwehr)
- 2006: Im Tal der wilden Rosen: Bis ans Ende der Welt
- 2006: Die Rosenheim-Cops – Diebstahl als Alibi
- 2008: Der Bulle von Tölz: Das Ende aller Sitten
- 2008: Das Wunder von Loch Ness
- 2009: Die Rosenheim-Cops – Der Tod zeigt Muskeln
- 2009: Pfarrer Braun – Glück auf! Der Mörder kommt!
- 2010: Die Rosenheim-Cops – Tod auf dem Golfplatz
- 2011–2012: Heiter bis tödlich: Hubert und Staller (Fernsehserie, 2 Folgen)
- 2012: Küstenwache (Fernsehserie)
- 2015: Großstadtrevier (Fernsehserie, Folge Die Heidekönigin)

### Theater
- 1993:	Mäusemusical (Raimund Theater, Wien)
- 1993:	Kindermusical (Raimund Theater, Wien)
- 1994:	Kultur ist super! (Kabarettprogramm der „Hektiker“ in Wien)
- 1994: Sweet Charity (Festspiele Amstetten)
- 1994: Kiss me Kate (Deutsche Oper am Rhein, Düsseldorf)
- 1994: West Side Story (Festspiele Amstetten)